# Galaxia espiral M99
Messier 99 (también conocido como NGC 4254 o M99) es una galaxia espiral a aproximadamente 60 millones de años luz en la constelación Coma Berenices, y es una de las galaxias más grandes y brillantes del Cúmulo de Virgo. Fue descubierta por Pierre Méchain el 17 de marzo de 1781. Esta galaxia se caracteriza por tener un brazo de aspecto normal, otro menos apretado, así como un tercer brazo más débil. Está conectada mediante un puente de hidrógeno con la posible galaxia oscura VIRGOHI21, la cual parece ser la responsable de esa deformación –aunque también se ha pensado en la vecina galaxia lenticular NGC 4262 o en la galaxia espiral M98, que no está demasiado lejos–, y está dejando tras ella una especie de estela de ese gas. Se espera que en el futuro el brazo menos apretado volverá a tener un aspecto similar al del brazo normal.
Al parecer, esta galaxia está entrando por primera vez en el cúmulo de Virgo, moviéndose a gran velocidad por él en dirección sureste, y perdiendo hidrógeno neutro debido al rozamiento con el gas intergaláctico caliente –moviéndose "de frente" respecto al cúmulo, a diferencia de M88, otra galaxia espiral de este que también se mueve a través de él a gran velocidad–; tal rozamiento también ha producido un aumento de la formación estelar en su brazo sur y un corte brusco en la distribución del hidrógeno neutro allí. Sin embargo, otros autores piensan que su elevada tasa de formación estelar (tres veces mayor que en otras galaxias de tipo similar) y la distribución mencionada de su gas pueden haber sido causadas también por interacciones gravitatorias con otras galaxias vecinas y no por ese rozamiento.
Tres supernovas han sido descubiertas en esta galaxia.

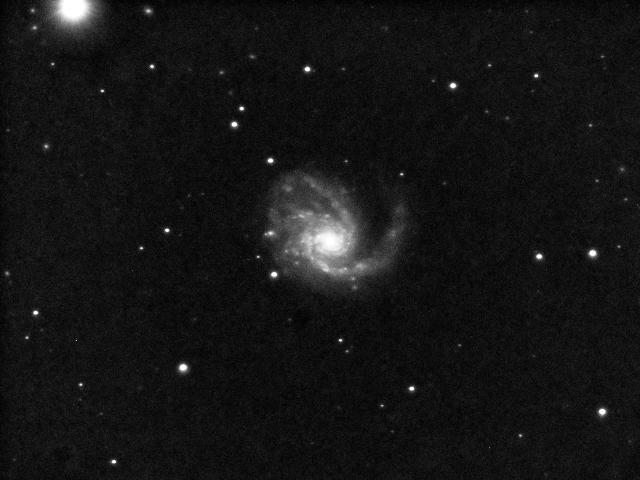
La galaxia espiral M99.